# توماس شلینگ
توماس شلینگ(به انگلیسی: Thomas Schelling) (زاده ۱۴ آوریل ۱۹۲۱ – درگذشته ۱۳ دسامبر ۲۰۱۶) اقتصاددان آمریکایی و استاد روابط خارجی، امنیت ملی و استراتژی هسته‌ای دانشگاه مریلند کالج پارک بود. وی در سال ۲۰۰۵، برای طرح نظریه «بسط و توسعه درک تقابل‌ها و همکاری‌ها از طریق تحلیل‌های نظریه بازی‌ها» به اشتراک با رابرت اومن برندهٔ جایزه نوبل اقتصاد شد. توماس شلینگ در ۱۳ دسامبر ۲۰۱۶ در سن ۹۵ سالگی درگذشت.

## تحصیلات
شلینگ در سال ۱۹۴۴ از دانشگاه کالیفرنیا، برکلی مدرک لیسانس خود را دریافت کرد و در سال ۱۹۵۱ دکتری خود را از دانشگاه هاروارد کسب نمود. تحصیلات او در زمینه اقتصاد و علوم اجتماعی پایه‌گذار نظریات نوآورانه‌ای شد که بعدها مطرح کرد.

## نظریه‌ها و کارهای علمی
شلینگ به دلیل کارهایش در نظریه بازی‌ها و تحلیل تقابل‌ها معروف است. کتاب‌های او، به ویژه «استراتژی پنهان» (۱۹۶۰) و «تحلیل تعادل» (۱۹۶۶)، پایه‌های نظریه بازی را توسعه دادند و به درک بهتری از همکاری و تقابل در سیاست‌های بین‌المللی کمک کردند. شلینگ مفهوم «نقاط عطف» را معرفی کرد که در آن استراتژی‌های بازی‌کنان در شرایط مختلف بررسی می‌شود.

## تأثیر بر سیاست‌گذاری
تحقیقات شلینگ بر سیاست‌گذاری‌های هسته‌ای و بحران‌های بین‌المللی تأثیر عمیقی داشت. نظریات او در زمینه‌های مانند جلوگیری از جنگ و تحلیل استراتژیک از جمله عوامل تأثیرگذار در تصمیم‌گیری‌های جهانی محسوب می‌شوند.

## جوایز و افتخارات
در سال ۲۰۰۵، شلینگ به همراه رابرت اومن برنده جایزه نوبل اقتصاد شد. این جایزه به خاطر تلاش‌های او در «بسط و توسعه درک تقابل‌ها و همکاری‌ها از طریق تحلیل‌های نظریه بازی‌ها» به او اعطا گردید. همچنین، شلینگ جوایز متعدد دیگری در حوزه‌های مختلف علمی دریافت کرده است.

## درگذشت و میراث
توماس شلینگ در ۱۳ دسامبر ۲۰۱۶ در سن ۹۵ سالگی درگذشت. او به عنوان یک نظریه‌پرداز تأثیرگذار و نوآور در زمینه اقتصاد و روابط بین‌الملل شناخته می‌شود و آثار او همچنان در دانشگاه‌ها و مراکز تحقیقاتی معتبر مورد مطالعه قرار می‌گیرد.
میراث شلینگ به‌عنوان یکی از بزرگ‌ترین نظریه‌پردازان اقتصادی و استراتژیک، تأثیرات عمیقی بر حوزه‌های مختلف از جمله اقتصاد، علوم سیاسی و روابط بین‌الملل گذاشته است. آثار او همچنان در آموزش و پژوهش‌های علمی و عملی مورد استفاده قرار می‌گیرند.

## فعالیت‌ها
مشاور اقتصادی کاخ سفید: شلینگ از ۱۹۵۱ تا ۱۹۵۳ به عنوان مشاور اقتصادی در دولت ایالات متحده فعالیت کرد و نقش مهمی در سیاست‌گذاری‌های اقتصادی ایفا نمود.
رئیس انجمن اقتصادی آمریکا: در سال ۱۹۹۱، شلینگ به عنوان رئیس این انجمن انتخاب شد و در این سمت به پیشبرد تحقیقات اقتصادی و ترویج ایده‌های جدید کمک کرد.
دکترای افتخاری: در سال ۲۰۰۸، او دکترای افتخاری از دانشگاه صنعتی شریف دریافت کرد که نشانه‌ای از تأثیر او بر جامعه علمی در ایران و فراتر از آن بود.
- ۱۹۵۱-۱۹۵۳ مشاور اقتصادی کاخ سفید
- ۱۹۹۱ رئیس انجمن اقتصادی آمریکا
- ۱ ژانویه ۲۰۰۸ دریافت دکترای افتخاری از دانشگاه صنعتی شریف